# Вестфолл
Ве́стфолл (норв. Vestfold) — губерния (фюльке) Норвегии. Расположена в Восточной Норвегии. Административный центр — город Тёнсберг. Граничила с фюльке Бускеруд и Телемарк.  С 1 января 2020 года бо́льшая часть фюльке вошла в состав новой фюльке Вестфолл-и-Телемарк. К 1 января 2024 года снова стала отдельным округом.

## Административно-территориальное деление
```
* 
1
 — 
Аннебу
; 
* 
2
 — 
Хуф
; 
* 
3
 — 
Холместранн
; 
* 
4
 — 
Хортен
; 
* 
5
 — 
Лардал
; 
* 
6
 — 
Ларвик
; 
* 
7
 — 
Нёттерёй
; 
* 
8
 — 
Ре
; 
* 
9
 —  
Санде
; 
* 
10
 — 
Саннефьорд
;
* 
11
 — 
Стокке
;
* 
12
 — 
Свельвик
;
* 
13
 — 
Хьёме
;
* 
14
 — 
Тёнсберг
.
```

## Кирхив фюльке Вестфолл

### Коммуна Аннебу

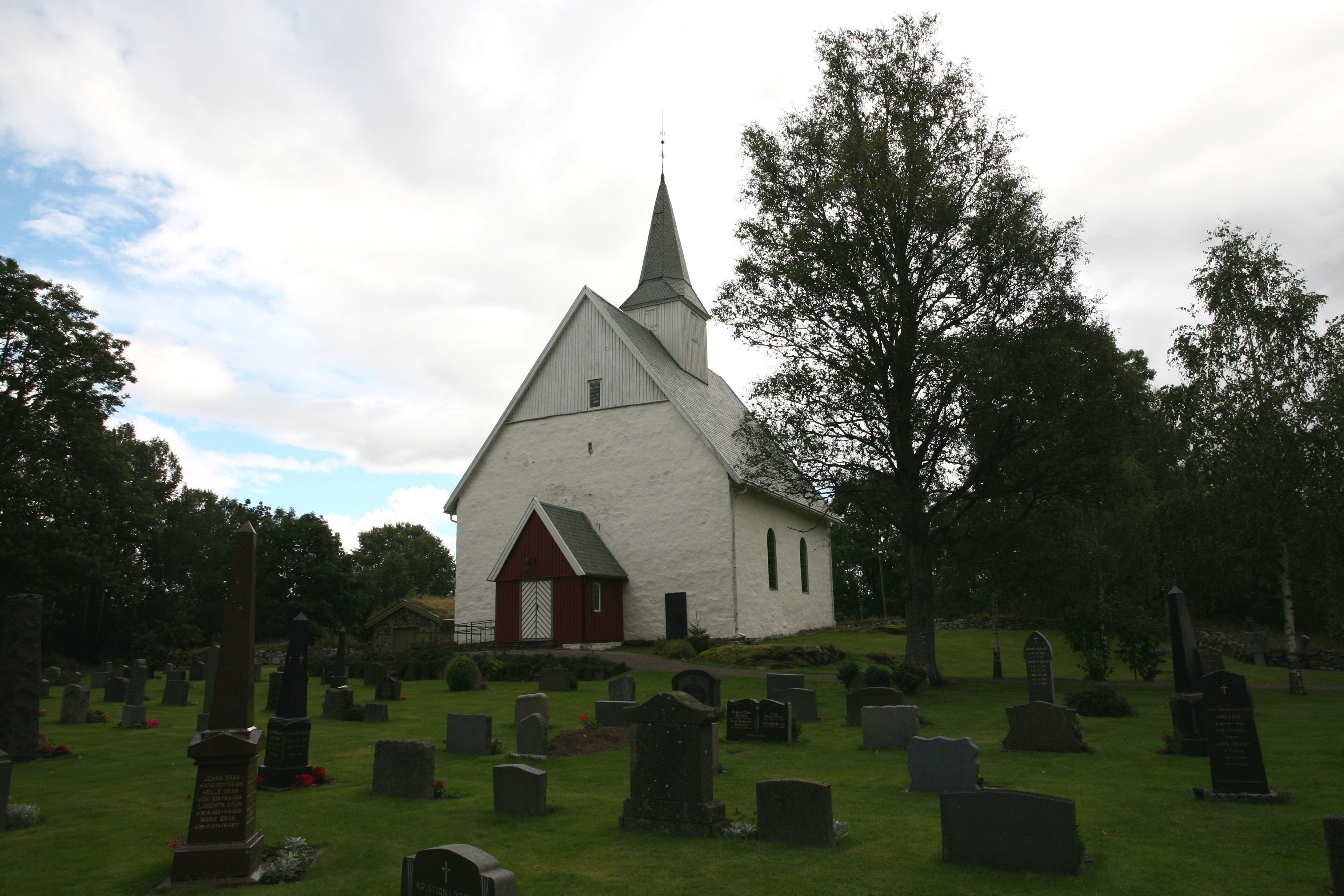
Andebu kirke, (foto: Trond Strandsberg)
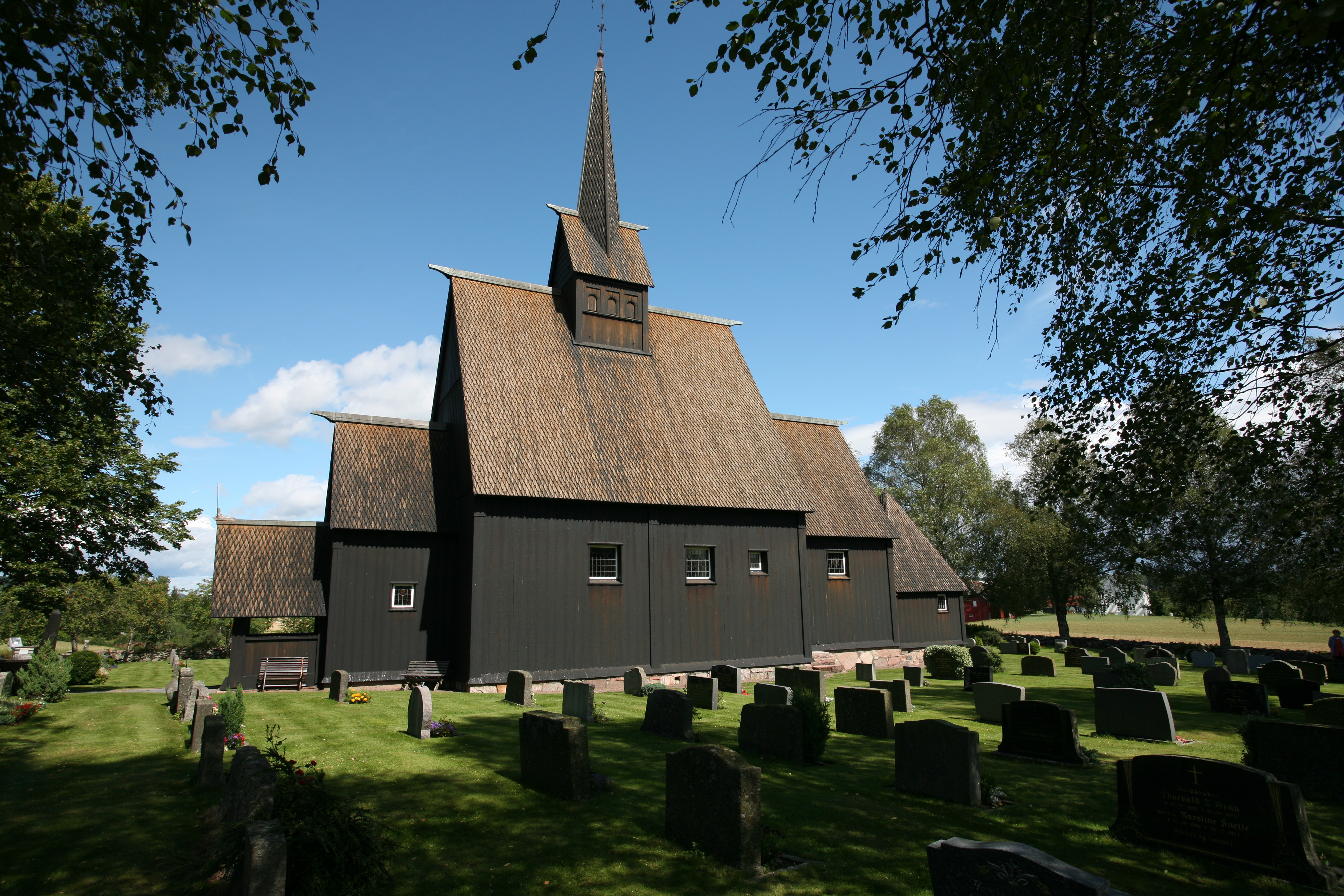
Høyjord kirke, (foto: Trond Strandsberg)
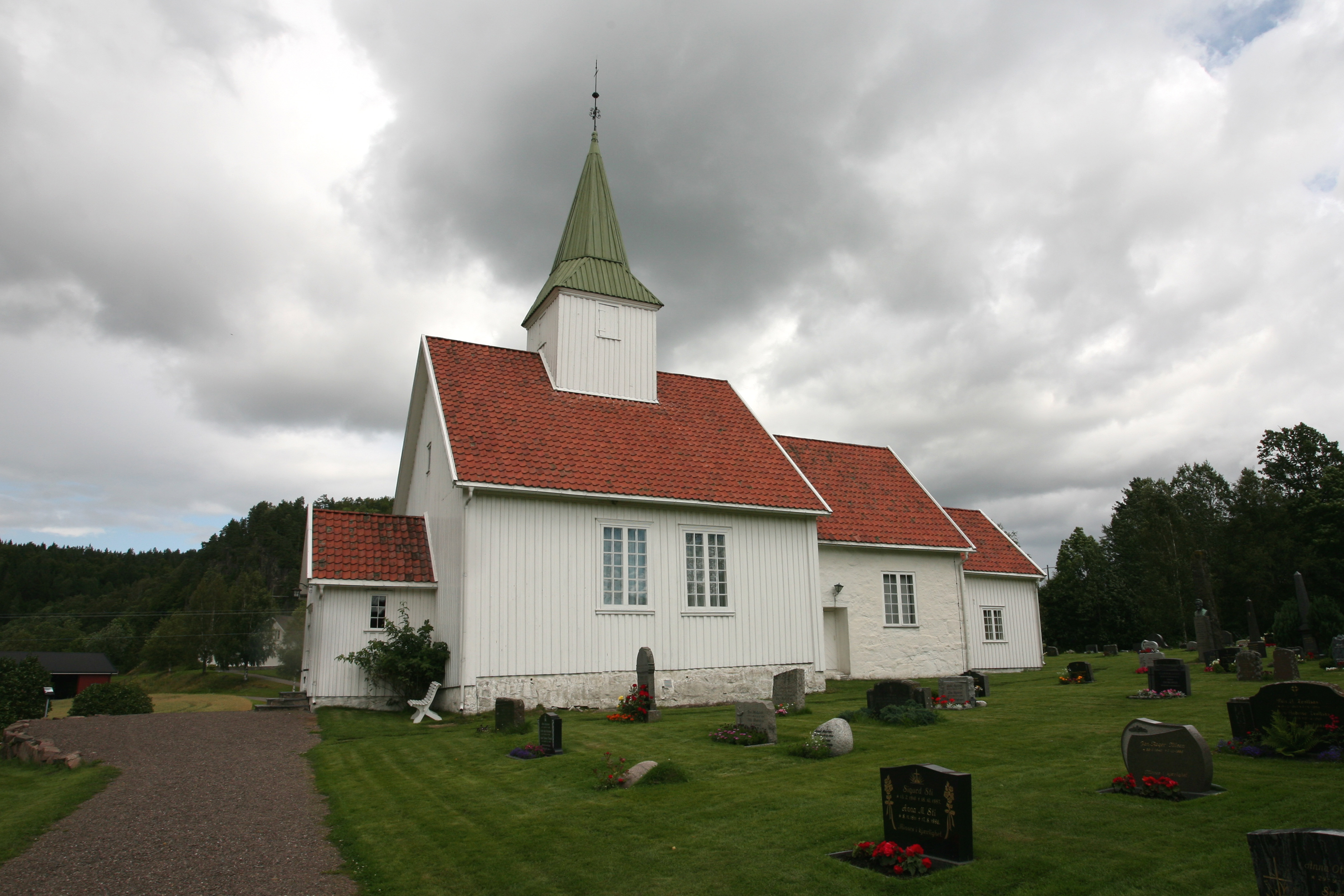
Kodal kirke, (foto: Trond Strandsberg)

### Коммуна Хуф

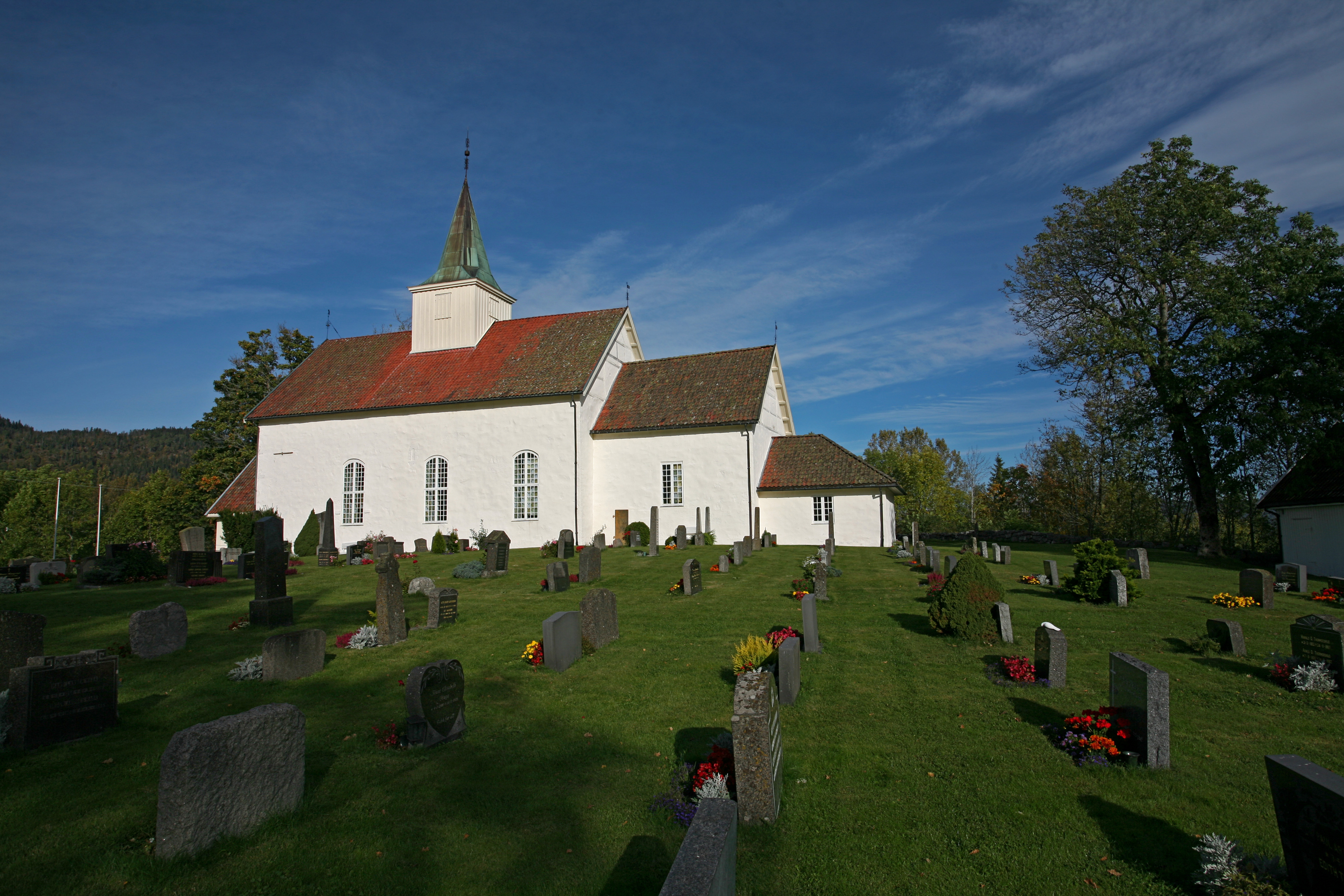
Hof kirke (Hof), (фото: Trond Strandsberg)
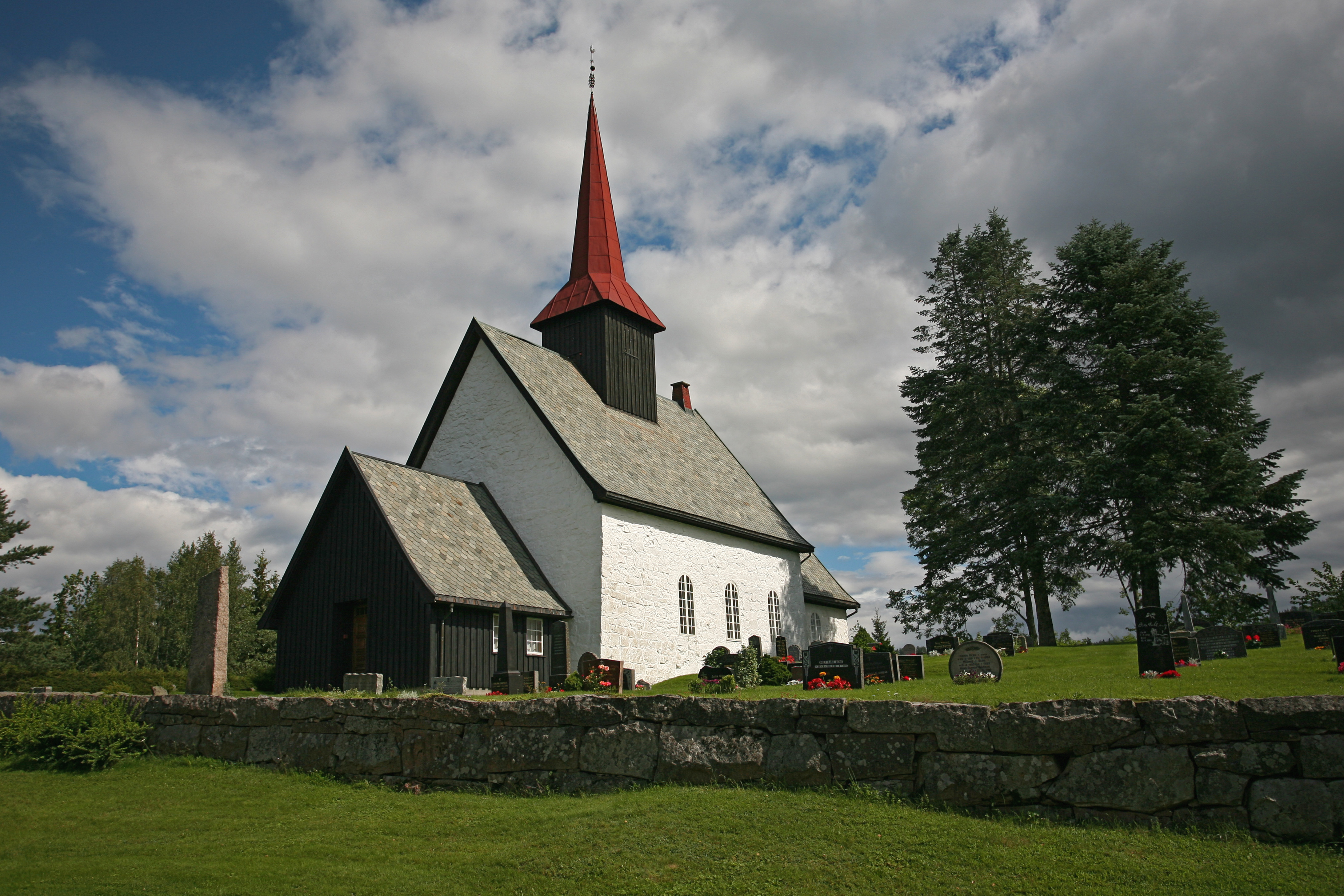
Vassås kirke (Hof), (фото: Trond Strandsberg)

### Коммуна Холместранн

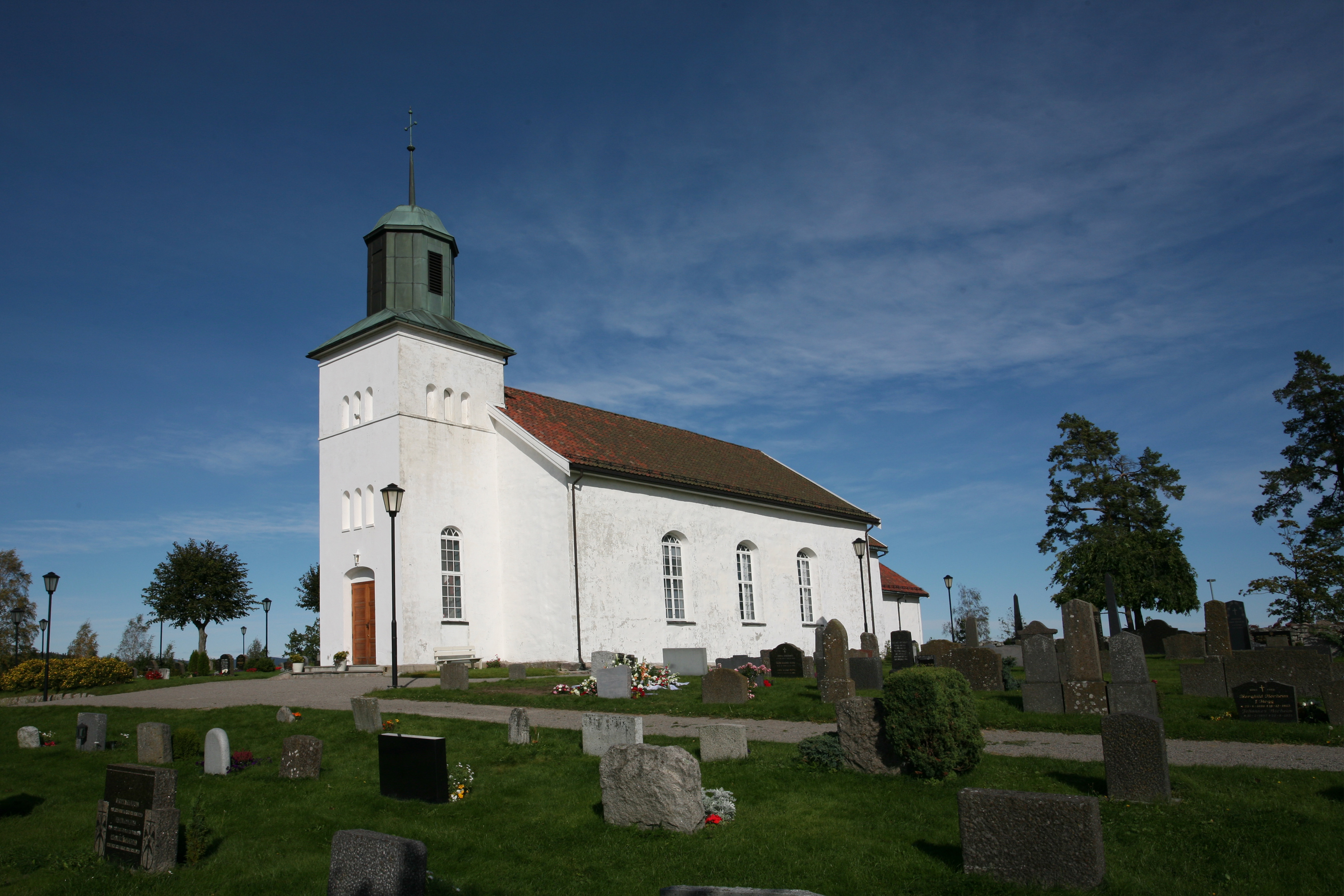
Botne kirke, (фото: Trond Strandsberg)

### Коммуна Хортен

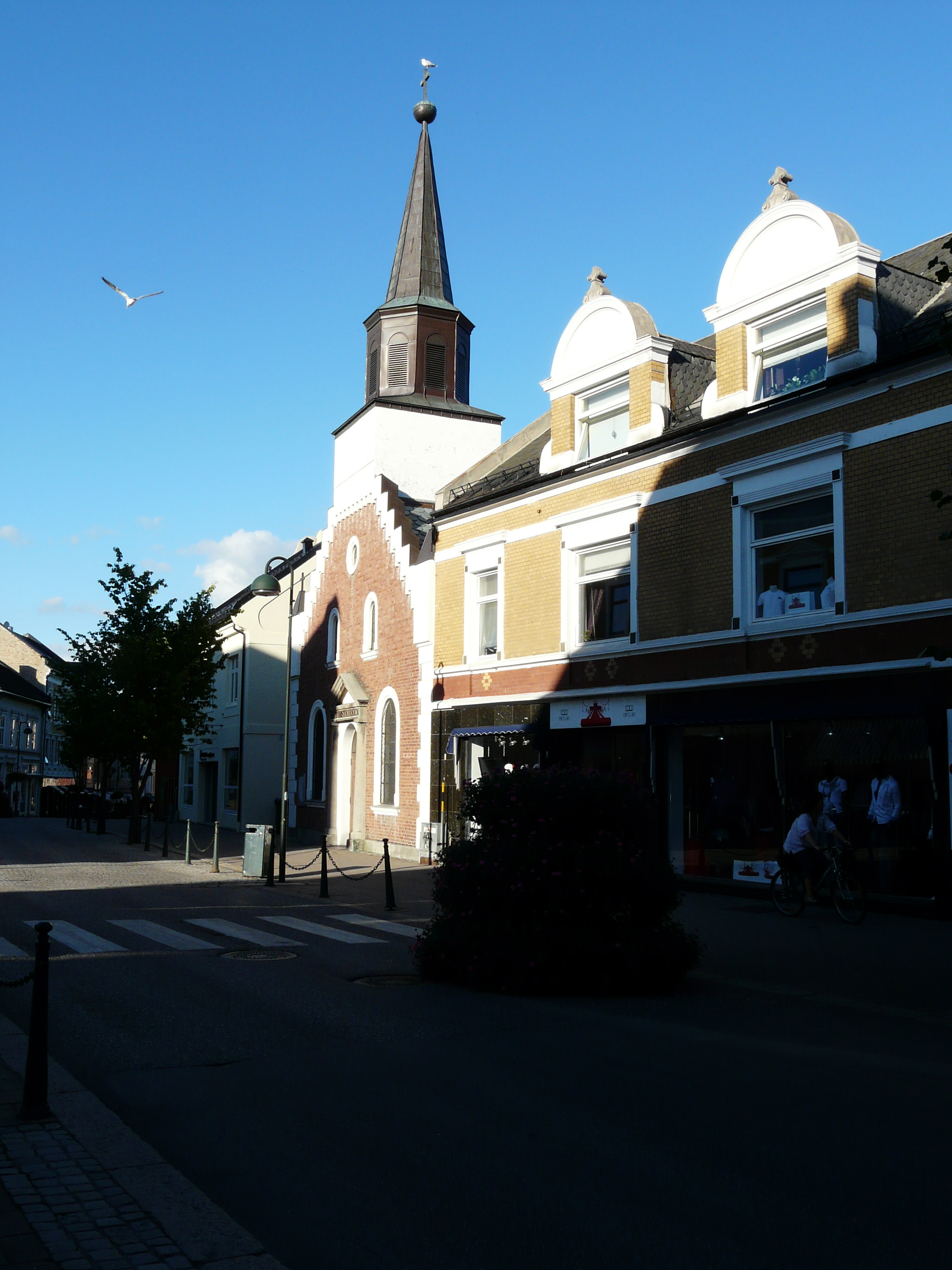
Методистская кирха в центре Хортена. 2012 год., (фото: Грищука Ю.Н.)
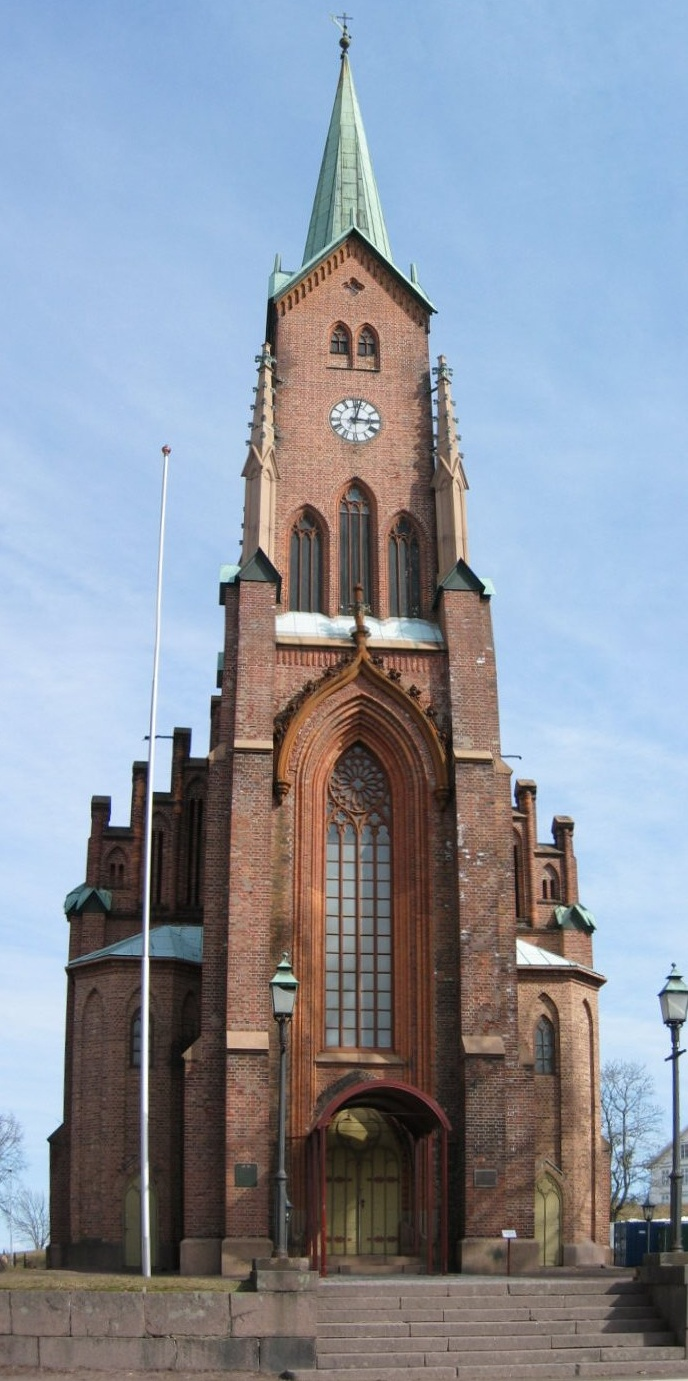
Кирха в военно-морской слободе Хортена, (фото: Harald Hansen)
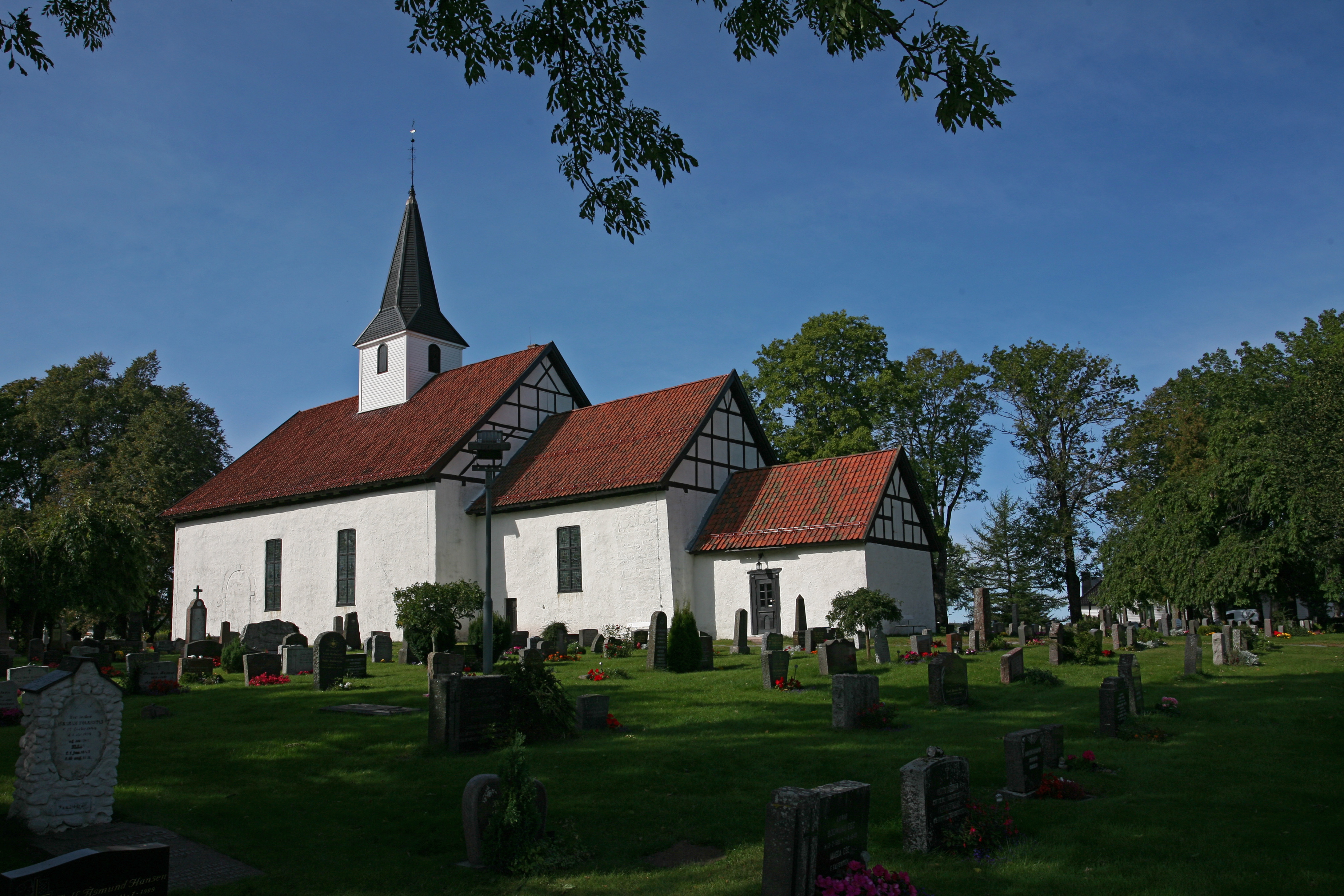
Borre kirke, (фото: Trond Strandsberg)
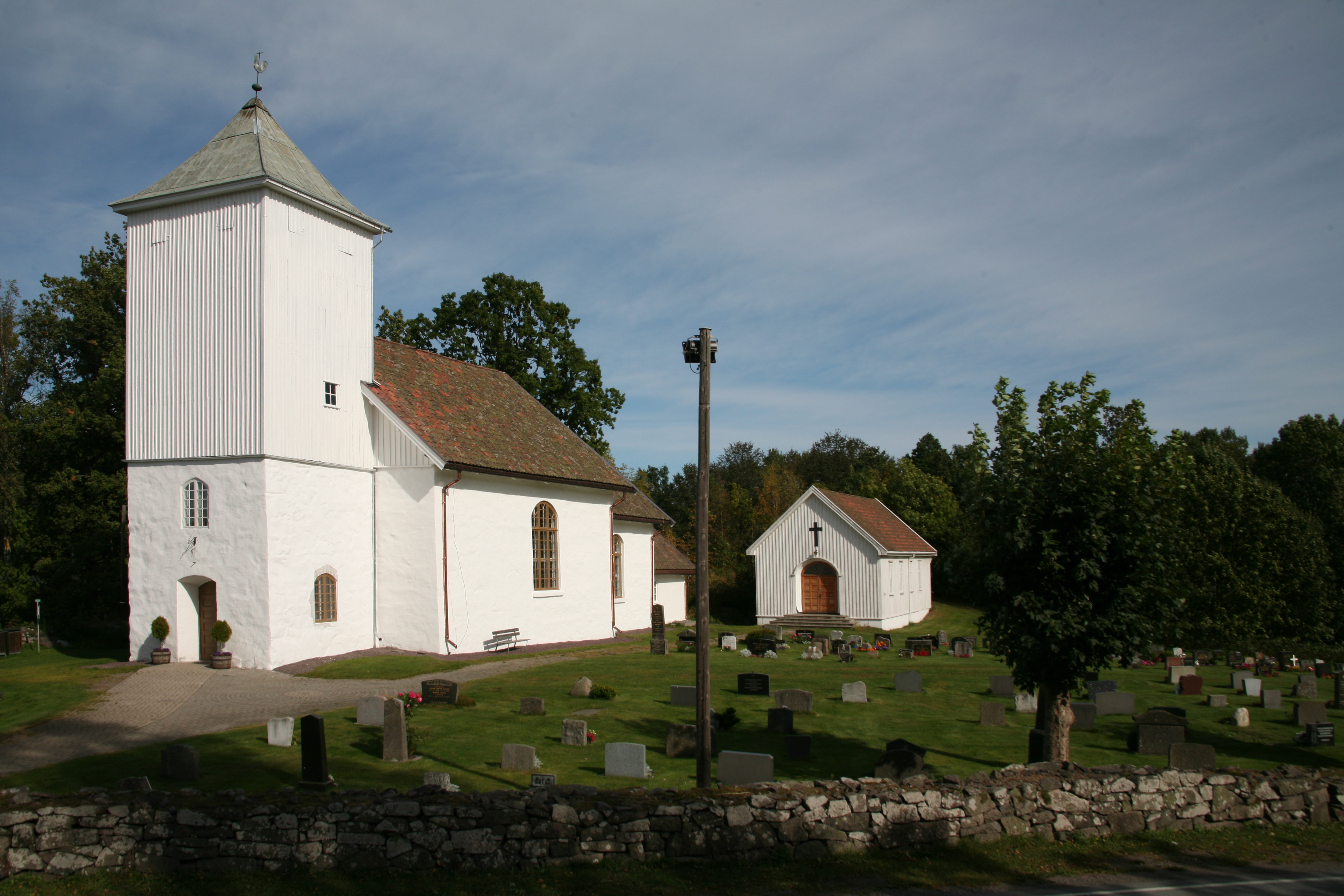
Nykirke kirke, (фото: Trond Strandsberg)
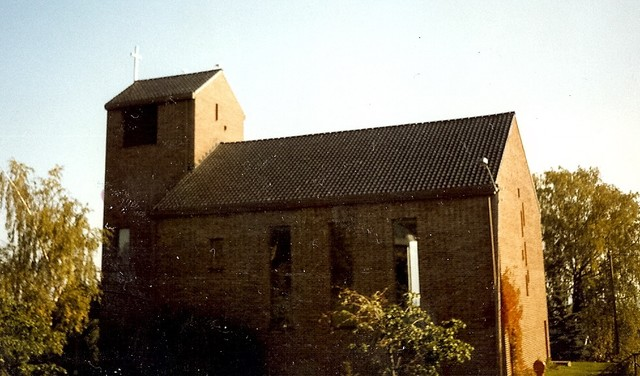
Åsgårdstrand kirke

### Коммуна Лардал

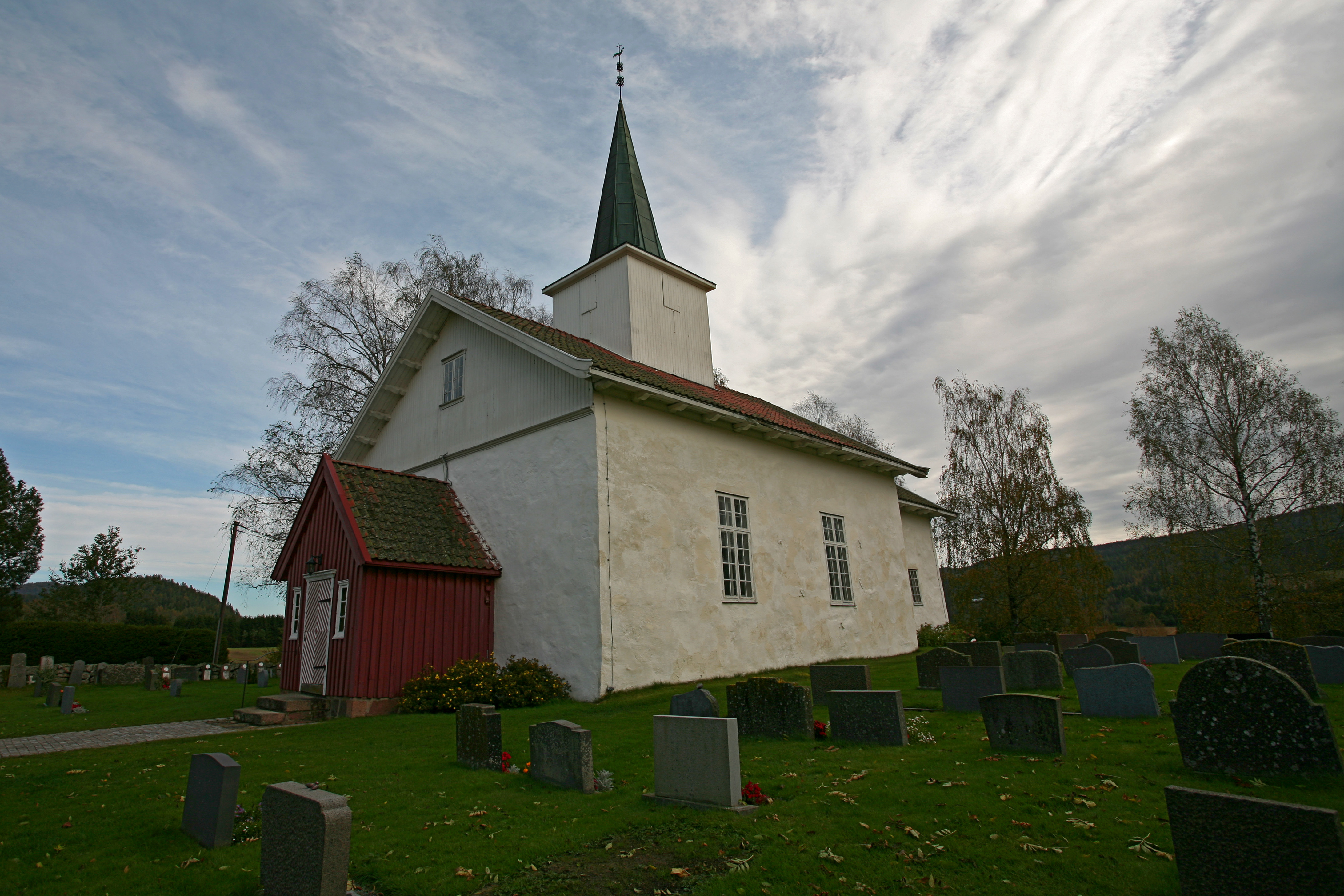
Styrvoll kirke, (фото: Trond Strandsberg)

### Коммуна Ларвик

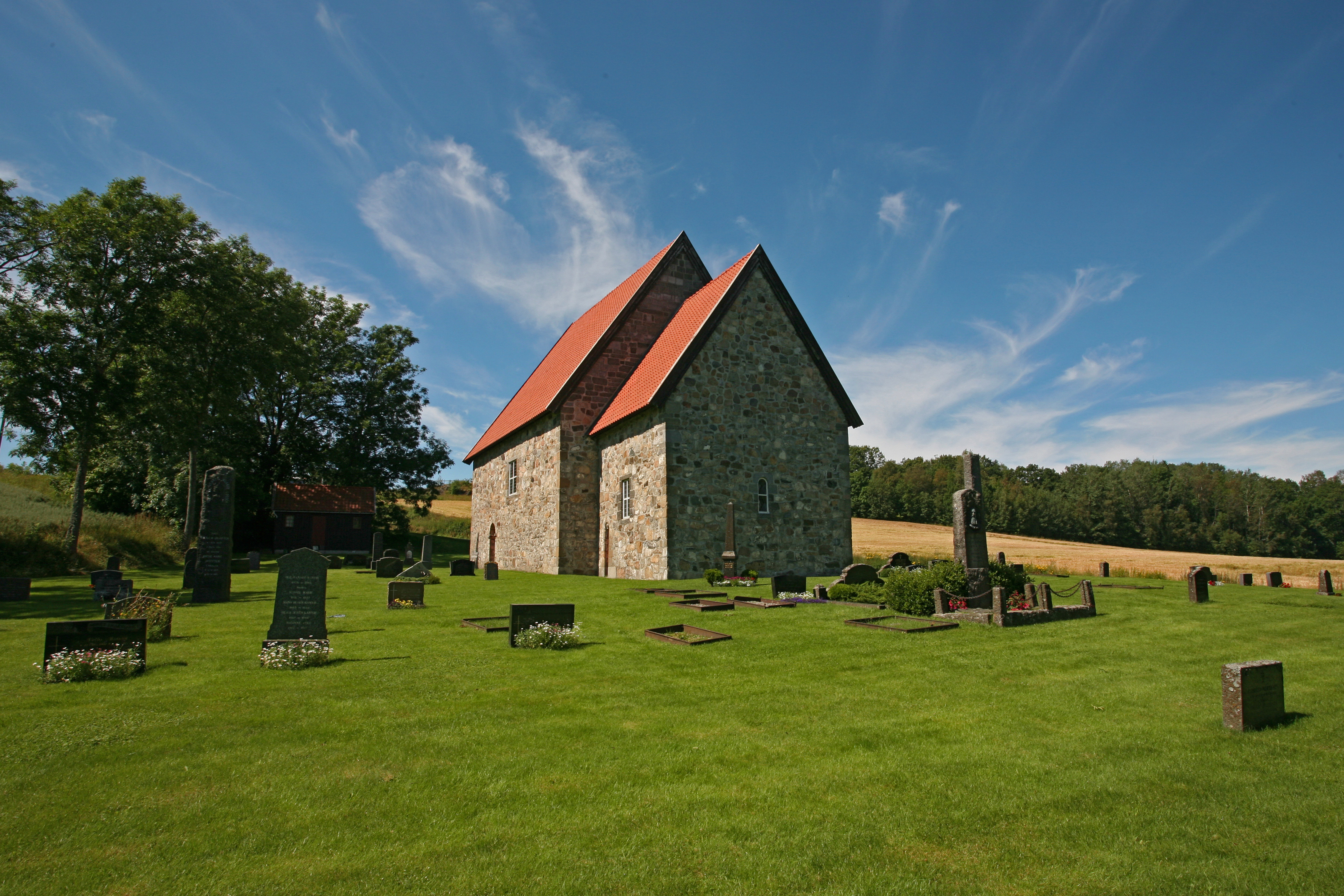
Berg stenkirke, (фото: Trond Strandsberg)
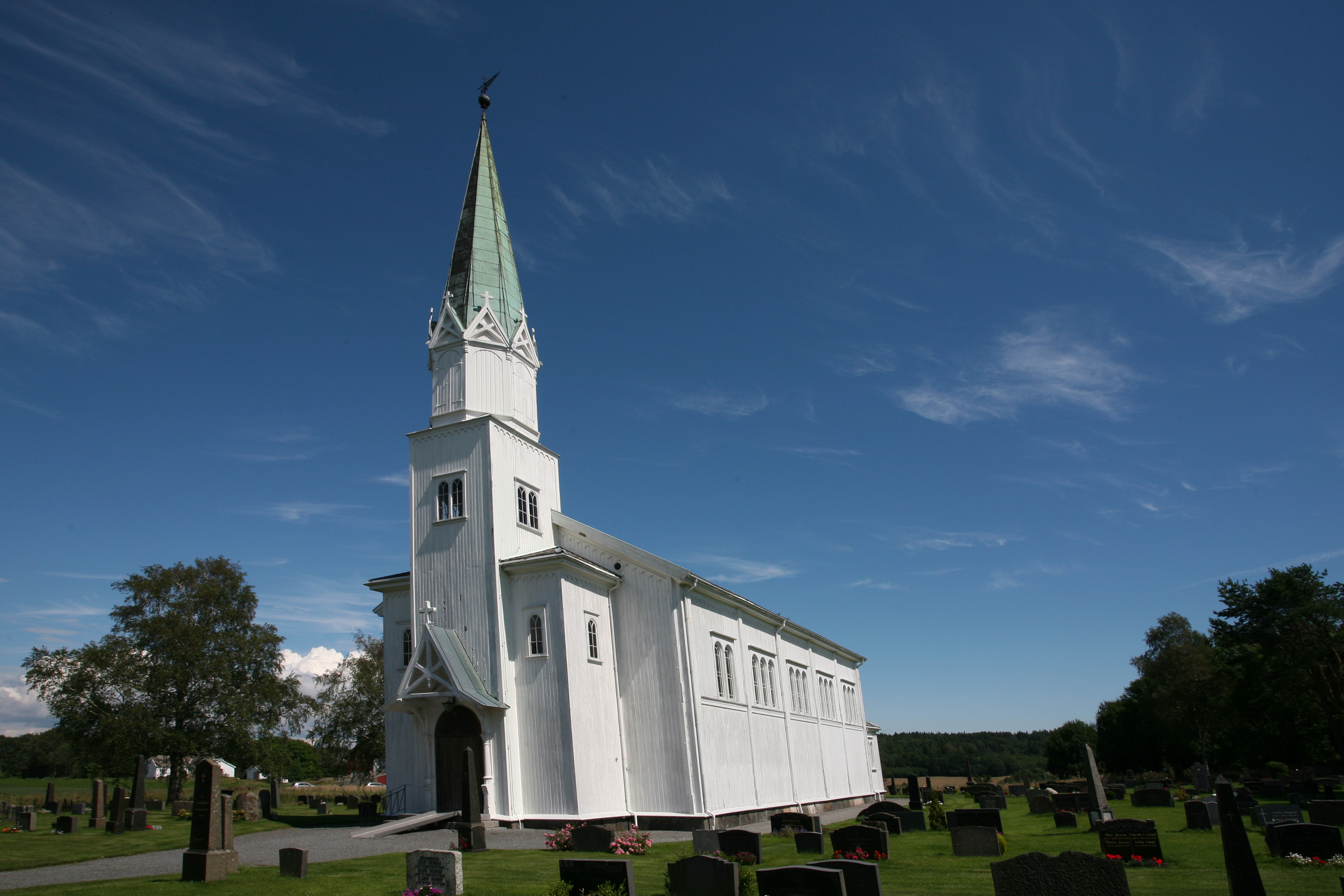
Berg trekirke, (фото: Trond Strandsberg)
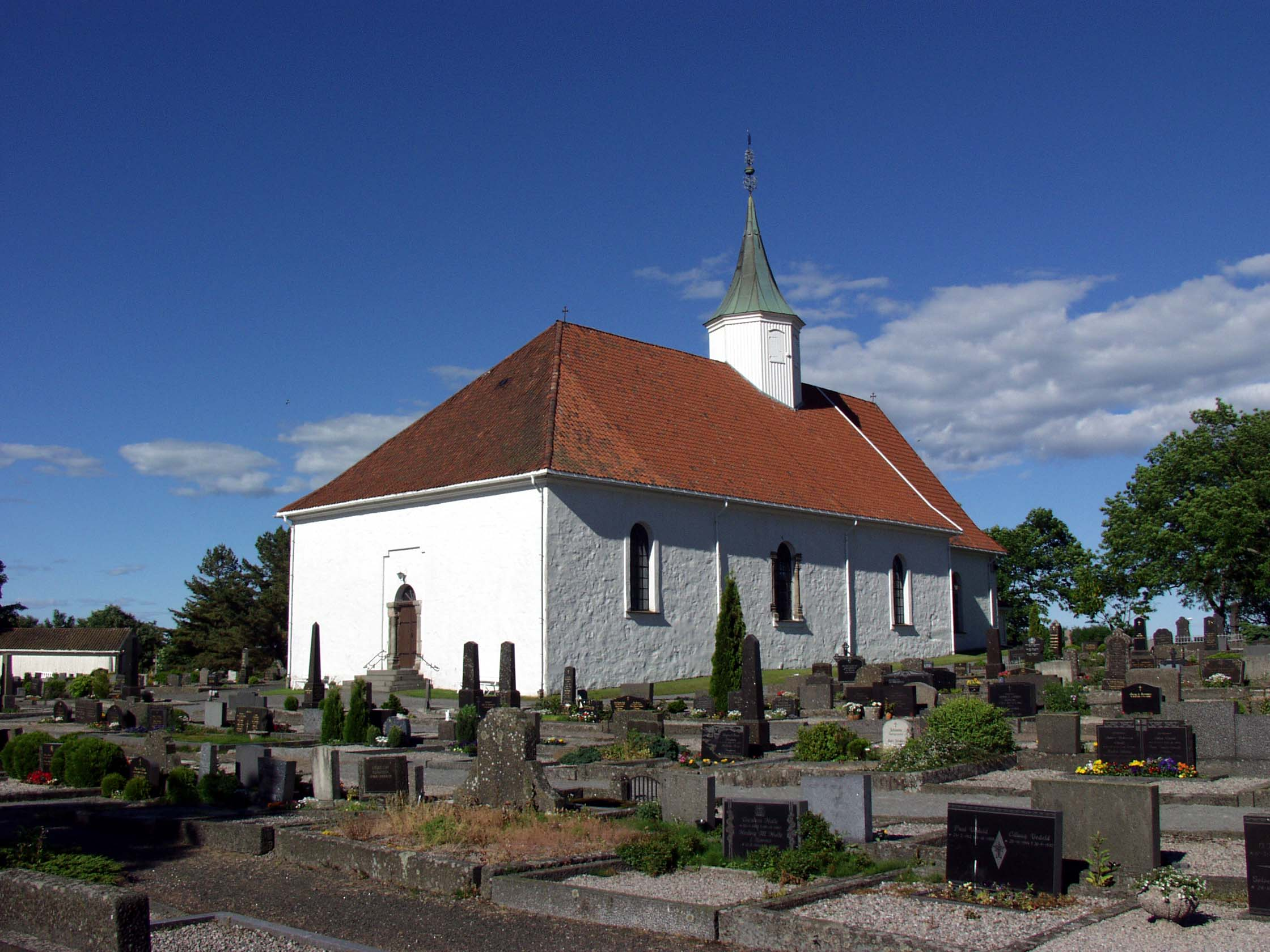
Tjølling kirke, (фото: J. P. Fagerback)

### Коммуна Нёттерёй

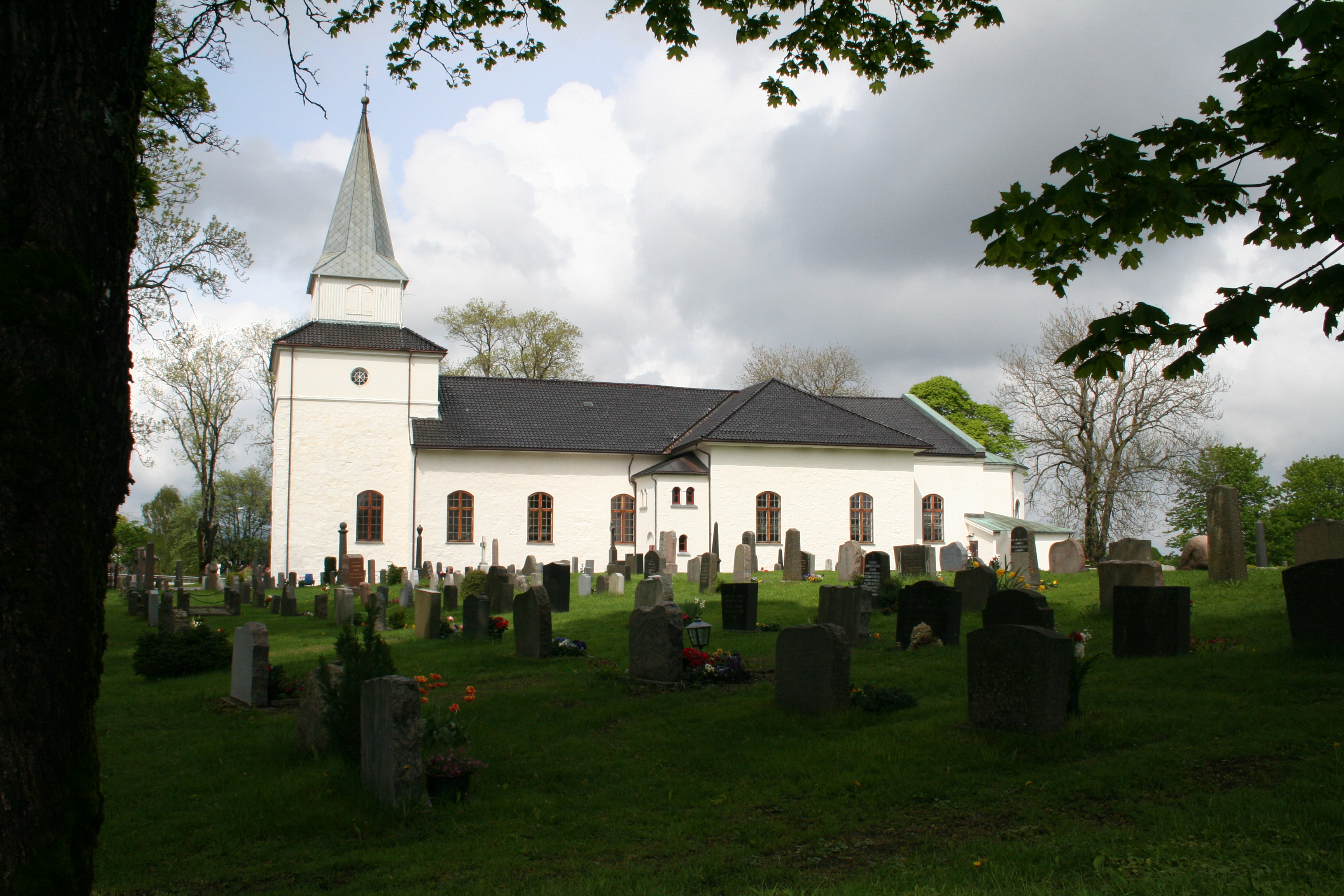
Nøtterøy kirke
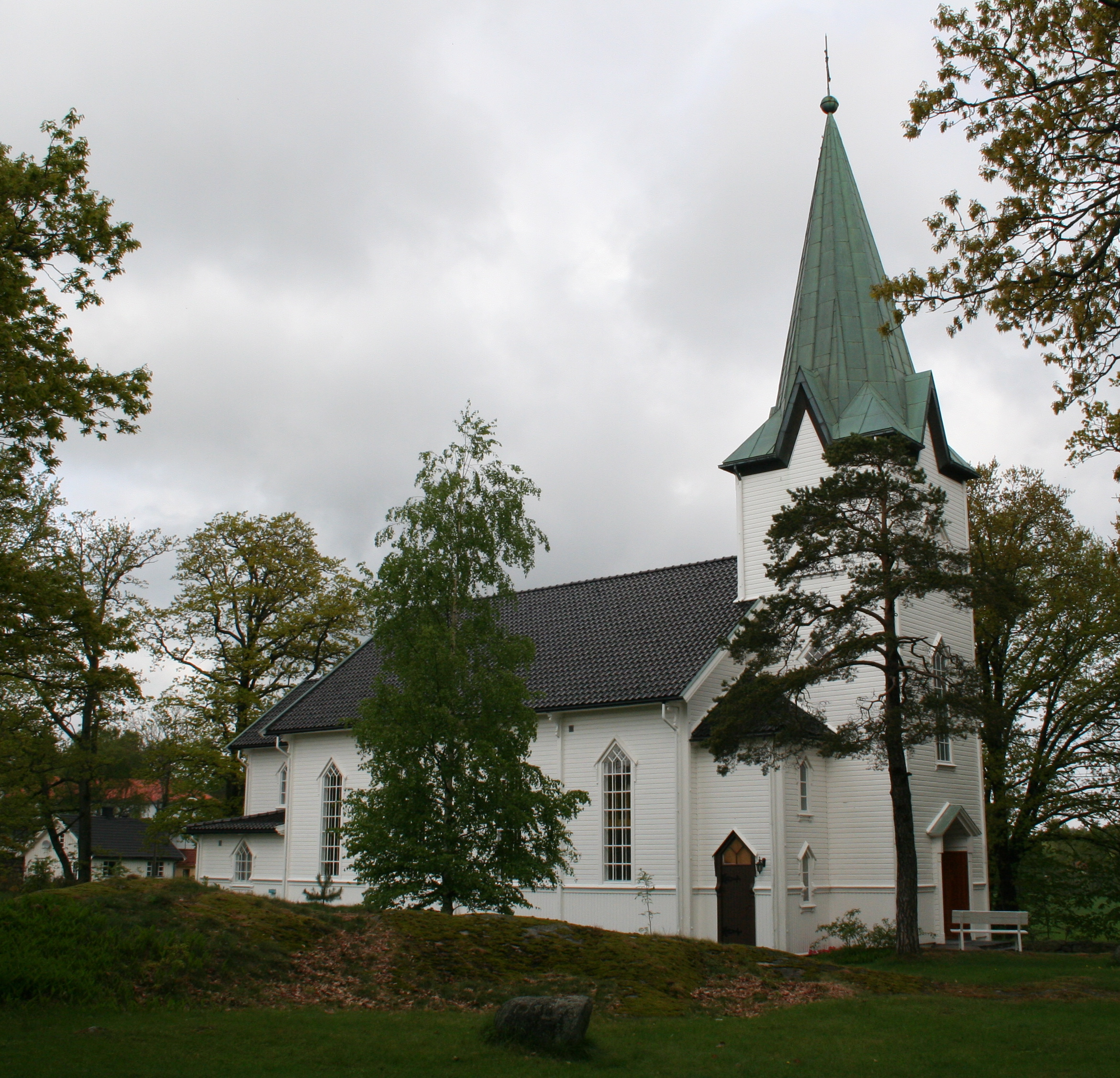
Torød kirke

### Коммуна Ре

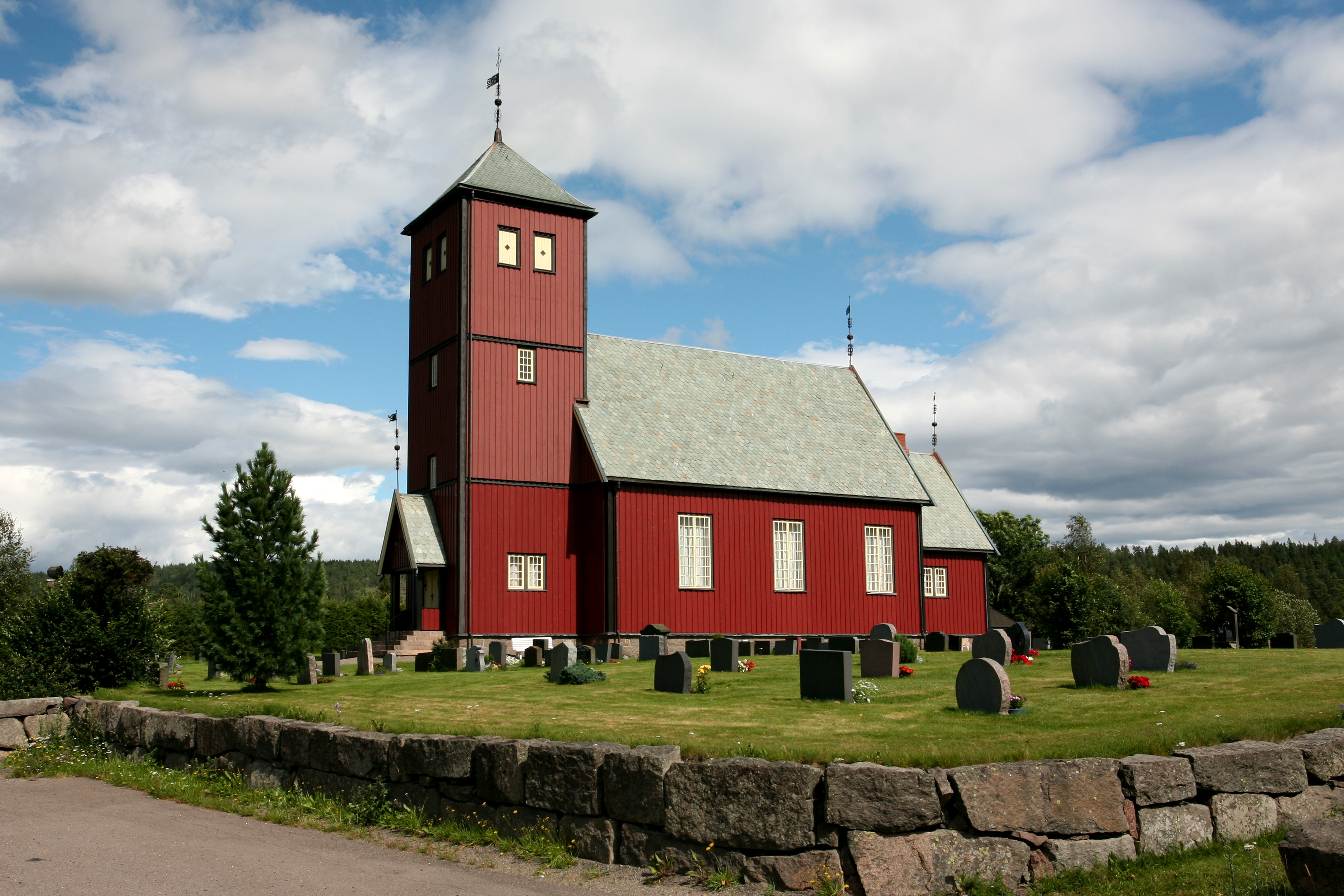
Vivestad kirke, (фото: Trond Strandsberg)

### Коммуна Санне

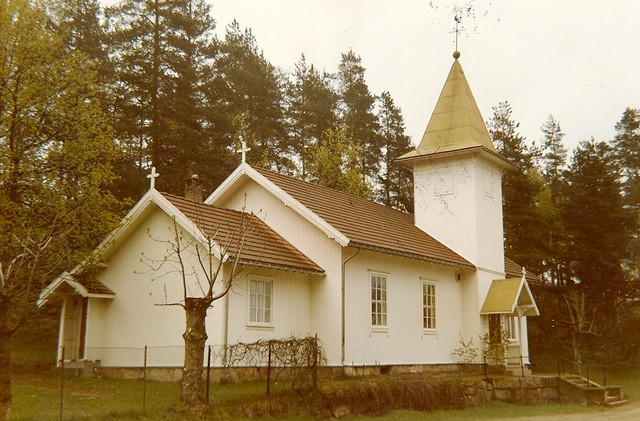
Bekkestranda kapell

### Коммуна Саннефьорд

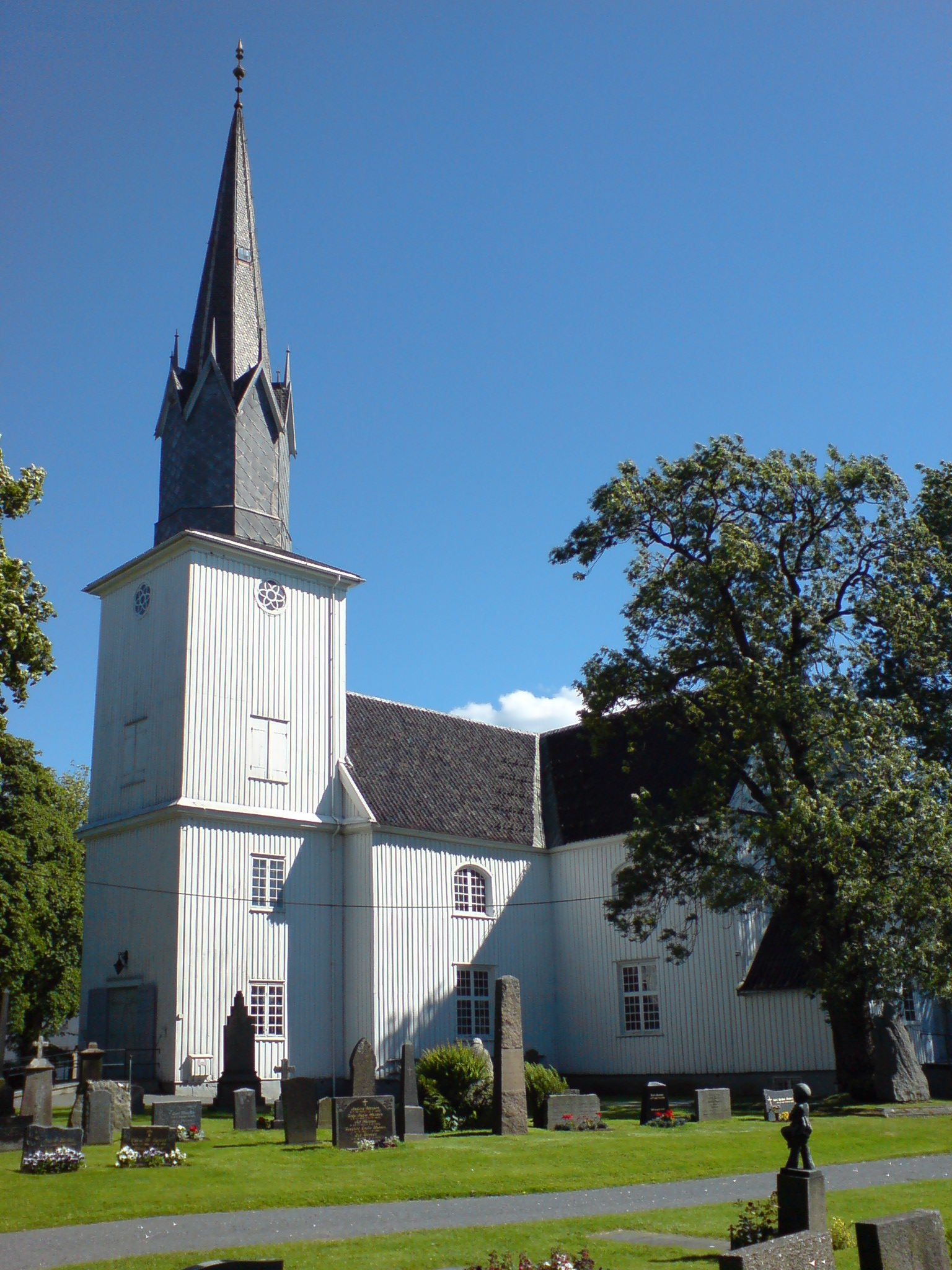
Sandar kirke
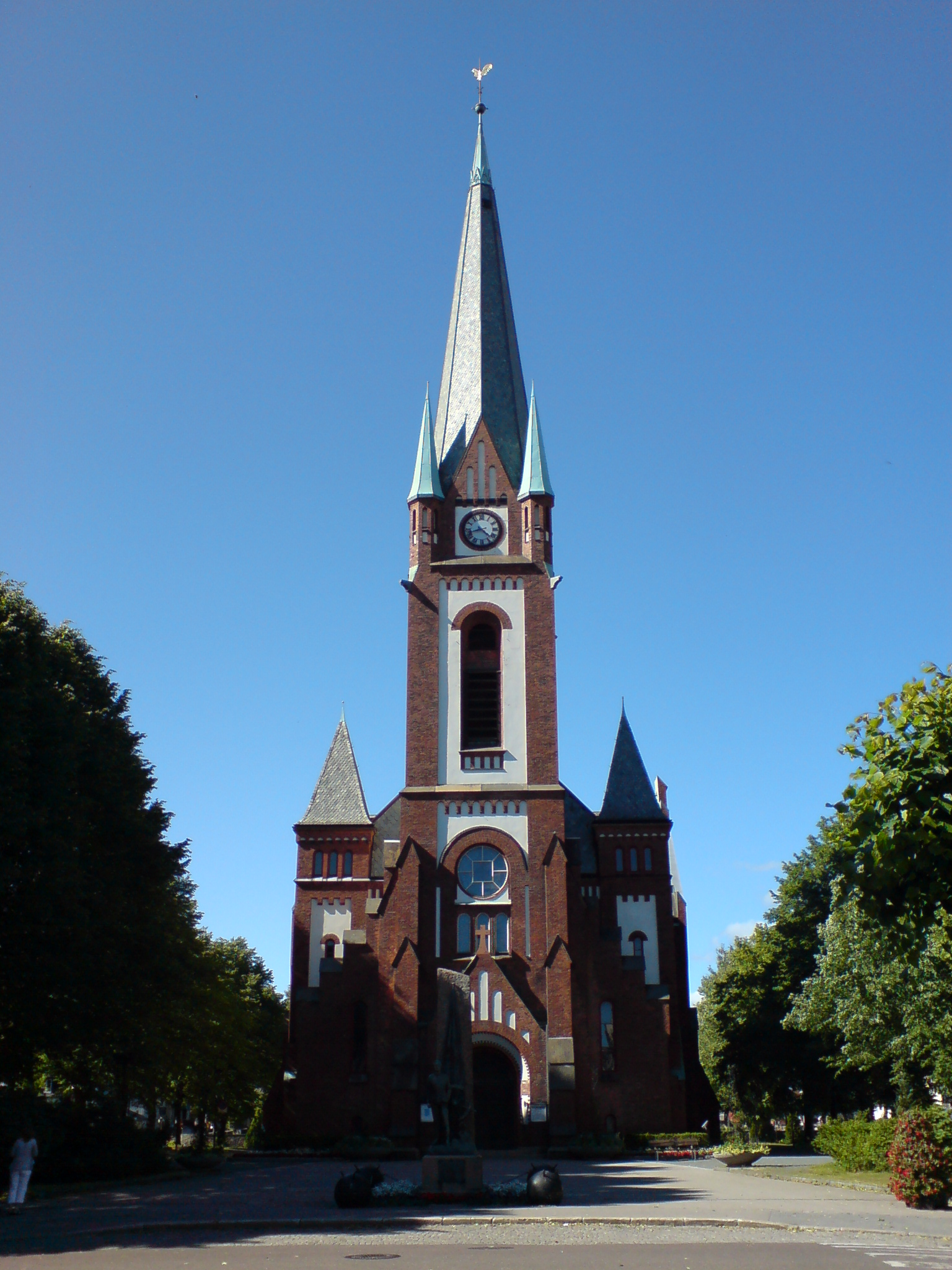
Sandefjord kirke
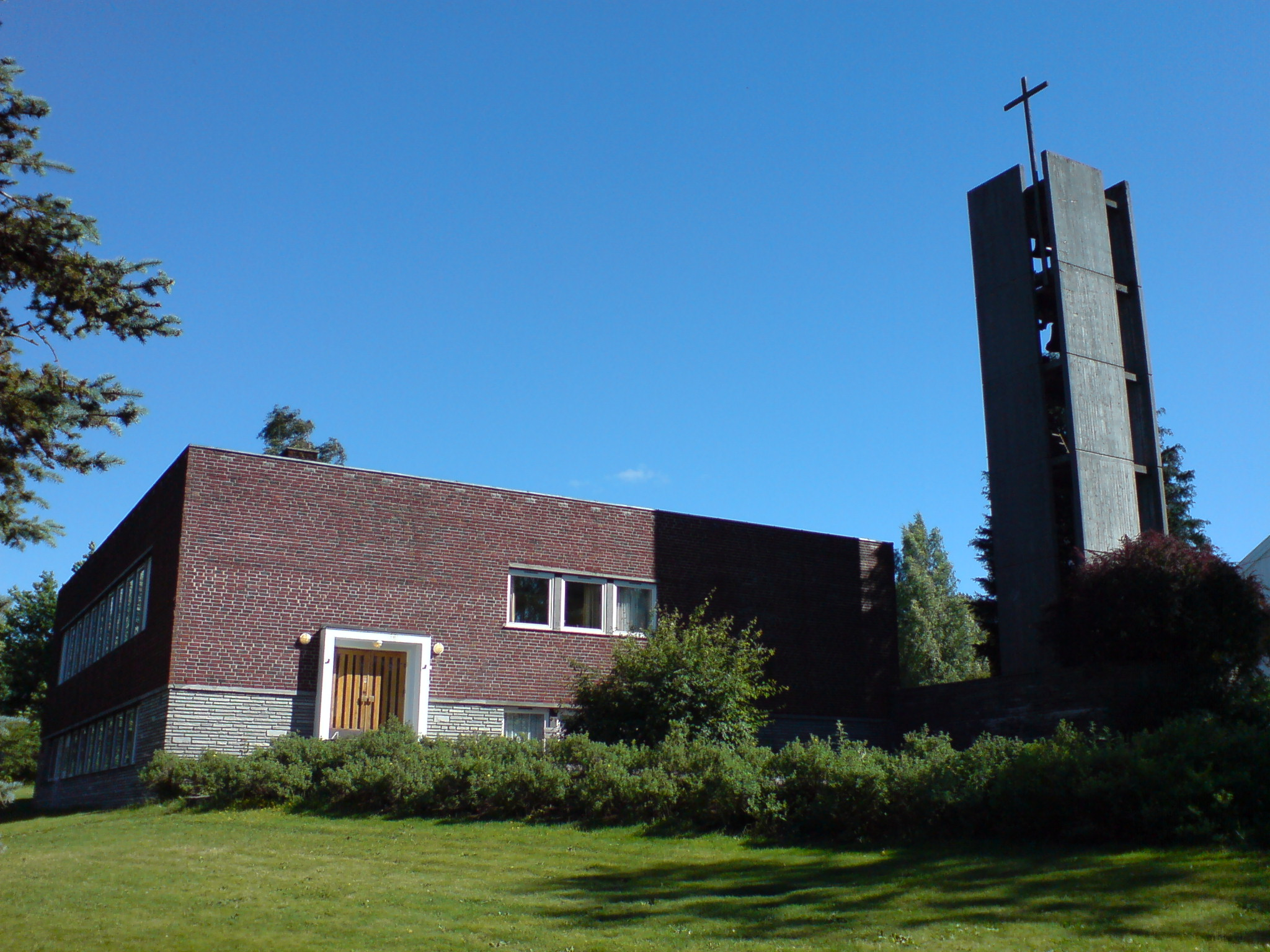
Vesterøy kirke

### Коммуна Стокке

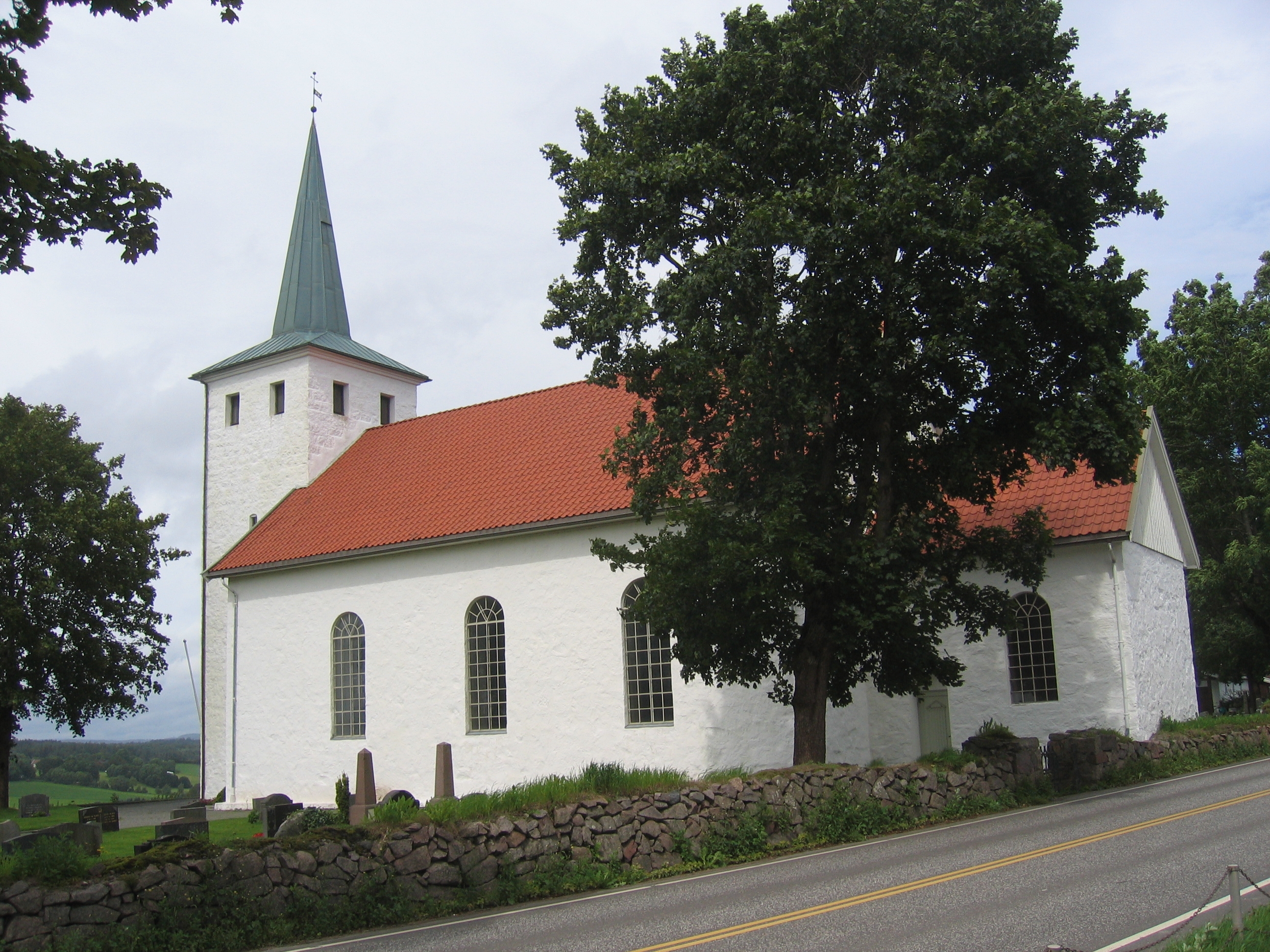
Skjee kirke, (фото: Karl Ragnar Gjertsen)
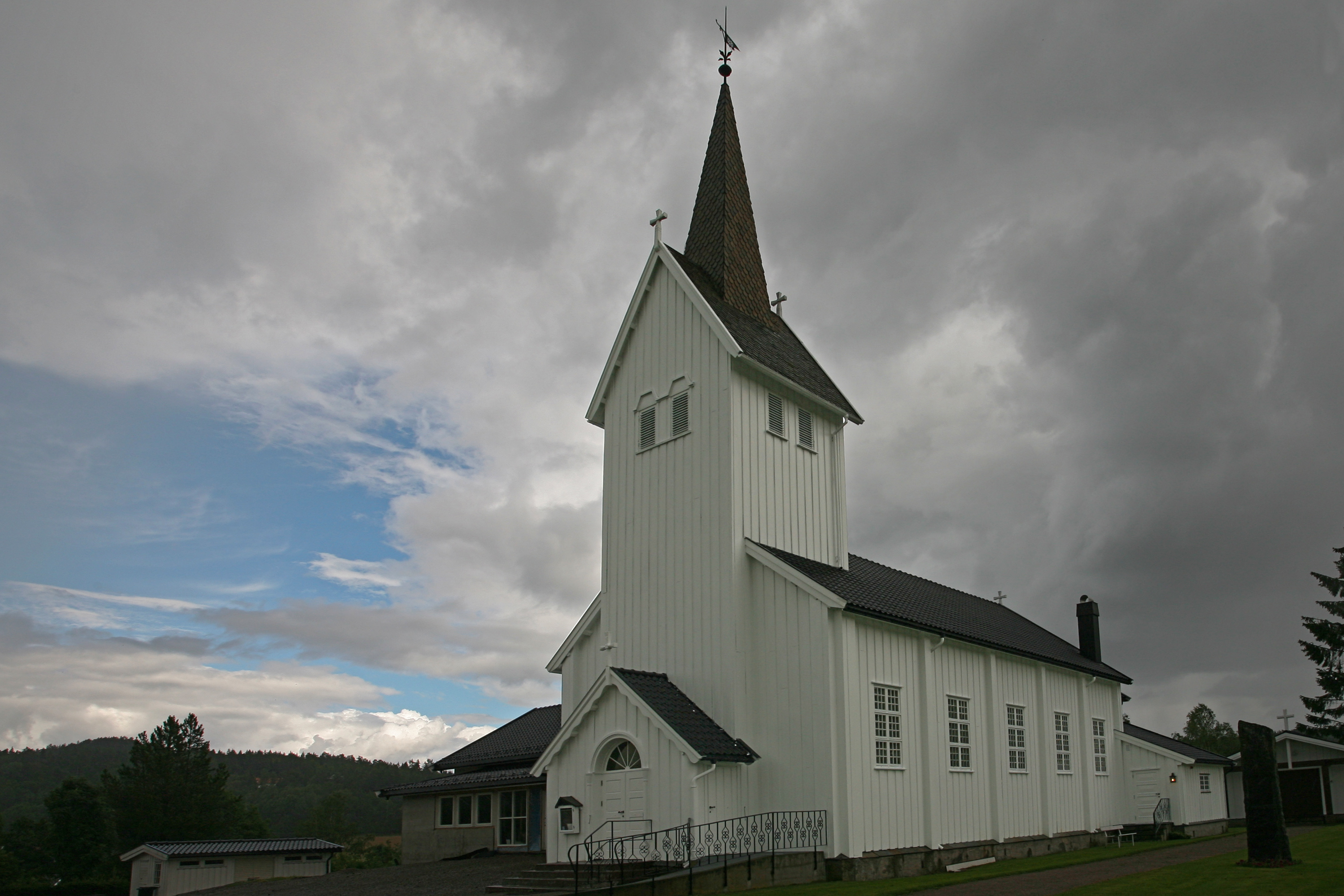
Arnadal kirke, (фото: Trond Strandsberg)

### Коммуна Свельвик

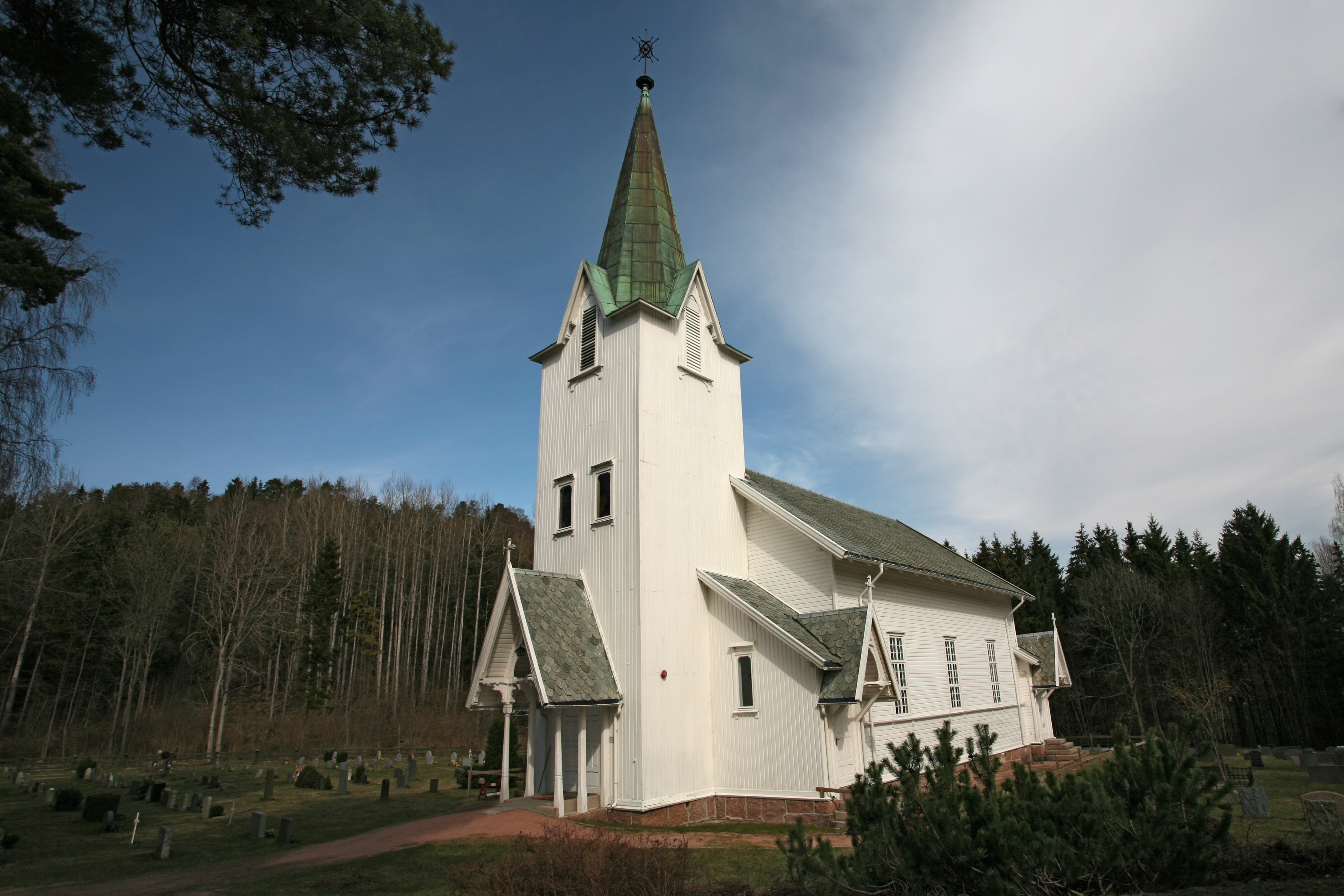
Berger kirke, (фото: Trond Strandsberg)
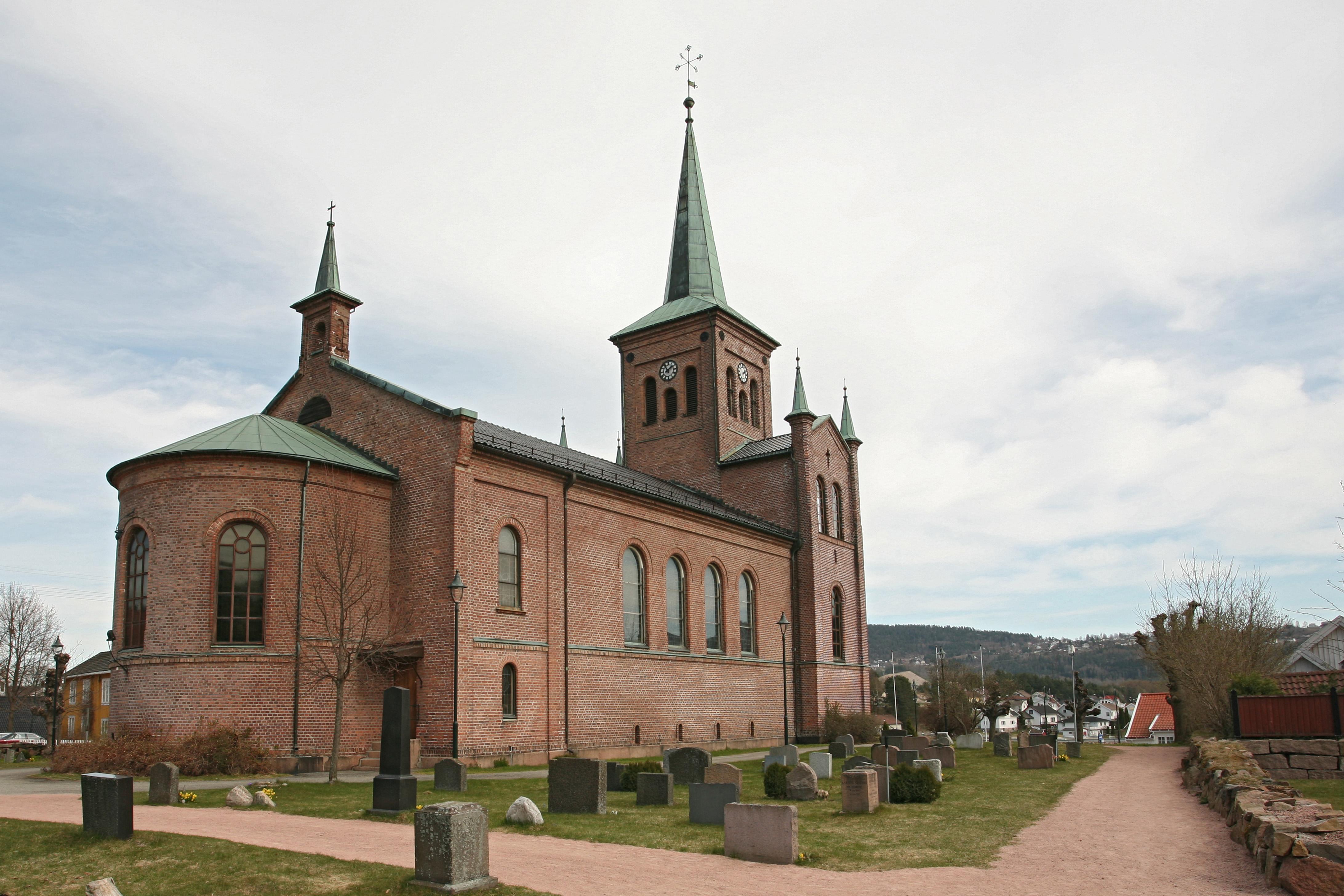
Svelvik kirke, (фото: Trond Strandsberg)

### Коммуна Хьёме

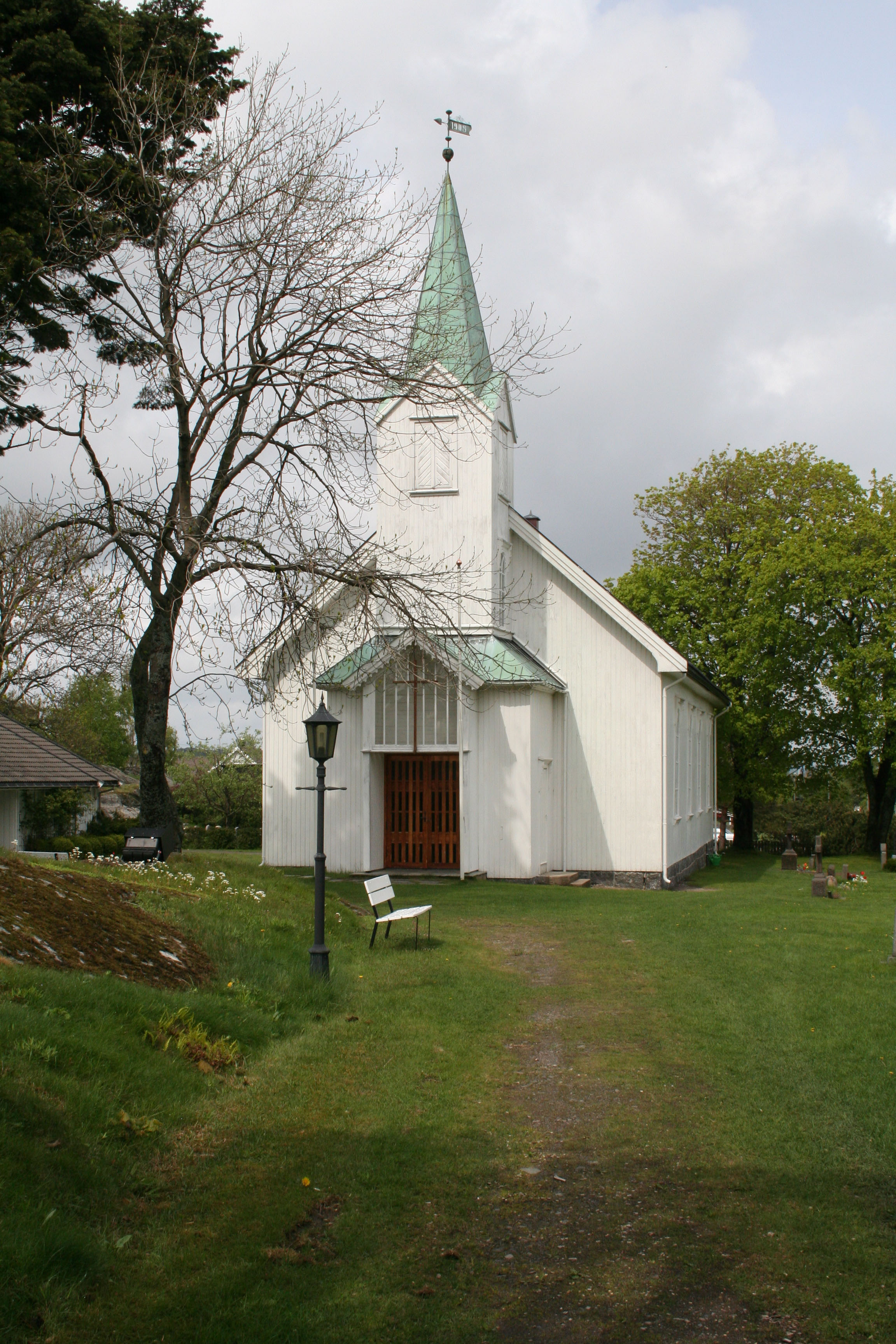
Hvasser kirke
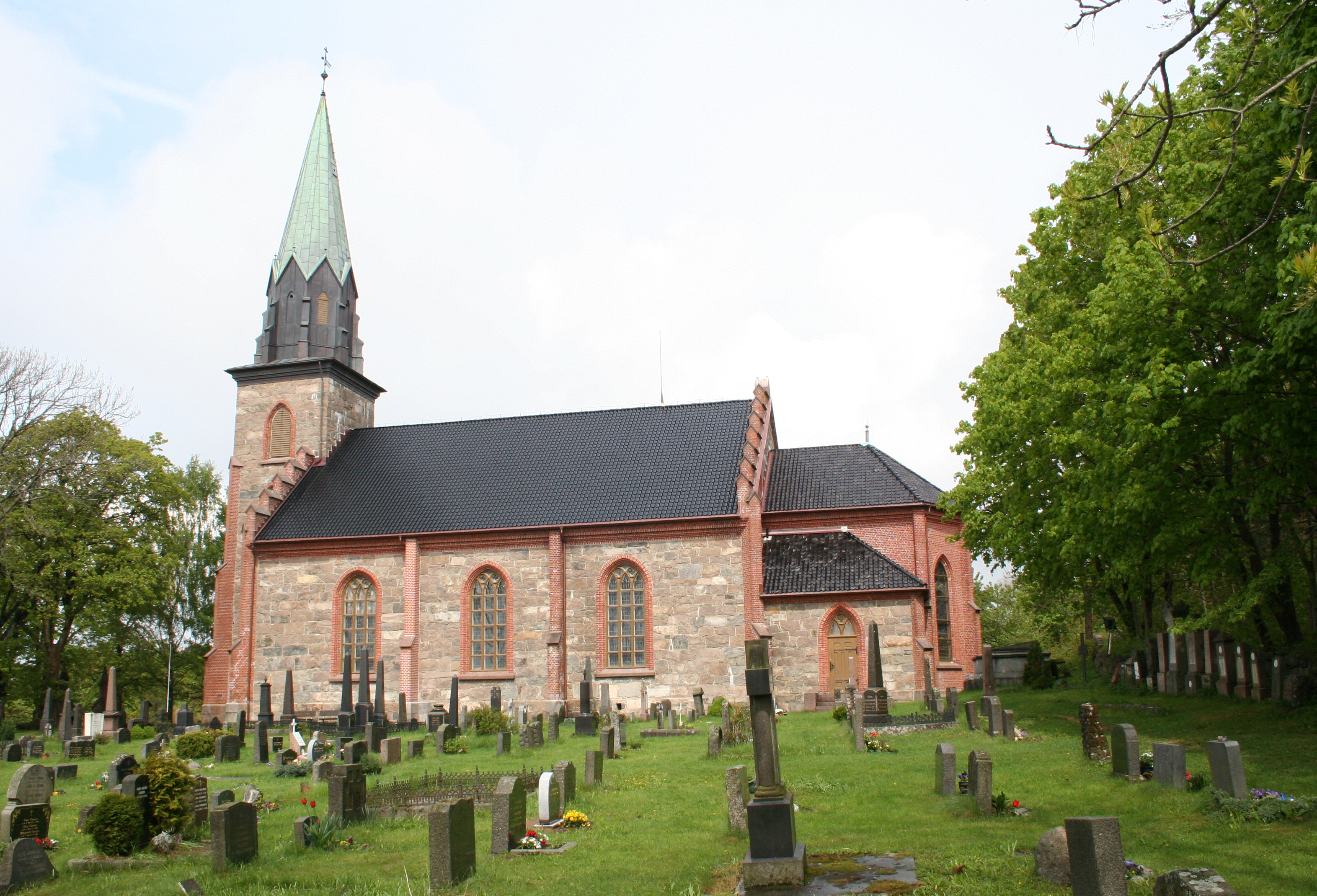
Tjøme kirke

### Коммуна Тёнсберг

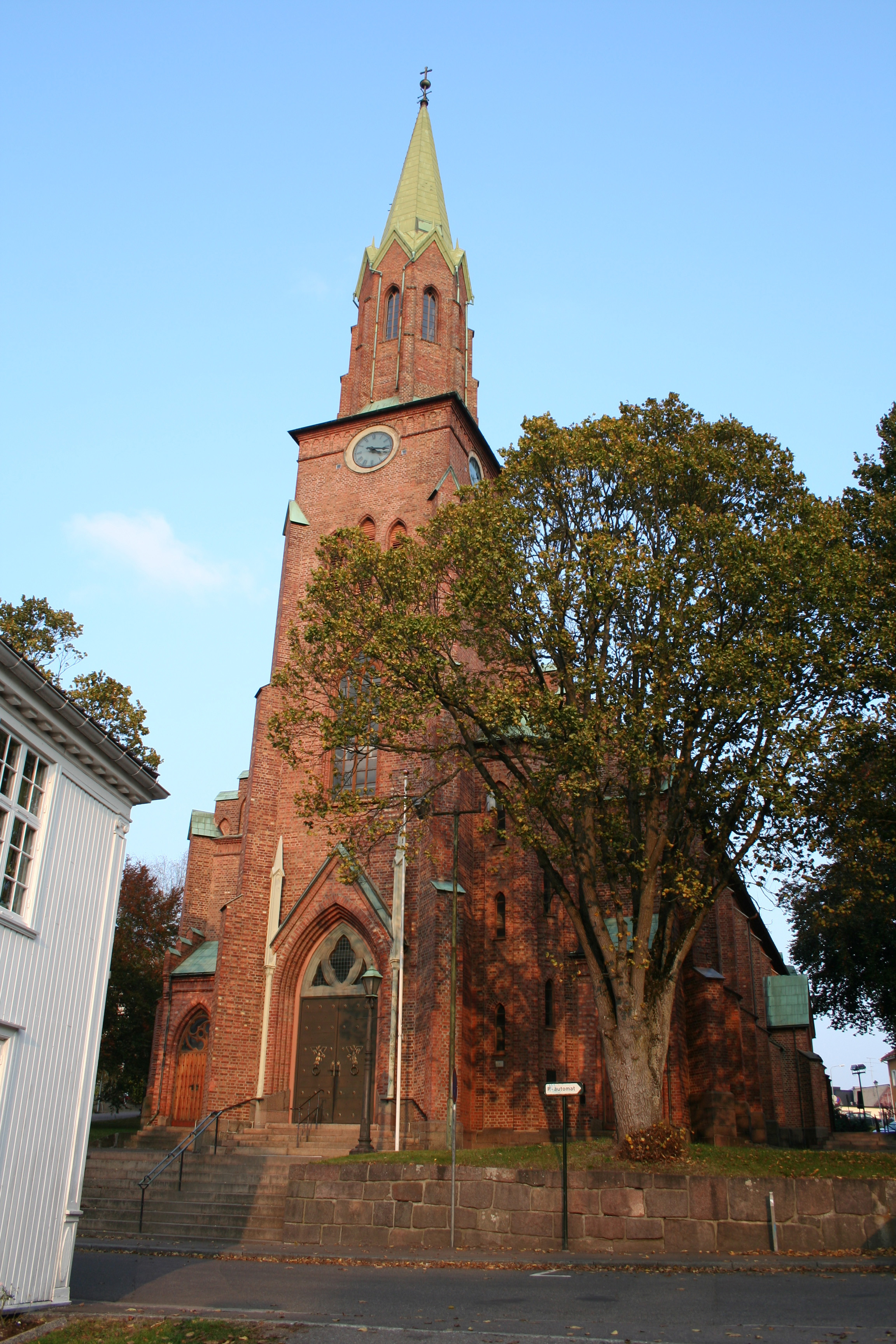
Tønsberg domkirke
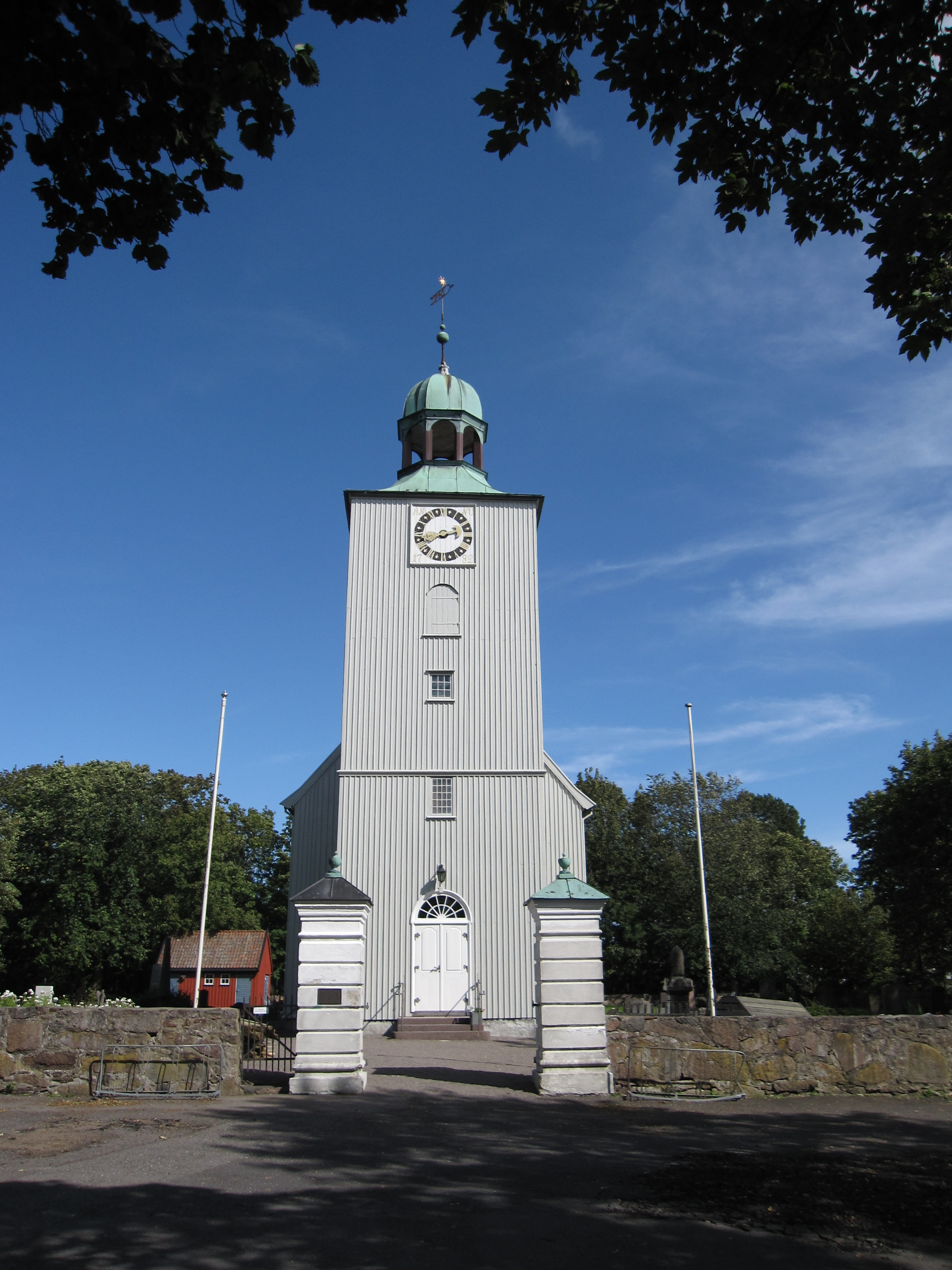
Vallø kirke